# Романов Федір Анатолійович
Фе́дір Анато́лійович Рома́нов (27 вересня 1983 — 29 серпня 2014) — старший солдат Збройних сил України, учасник російсько-української війни.

## Короткий життєпис
Народився 1983 року в місті Кіровоград. Закінчив 1999-го 24-ту кіровоградську ЗОШ, 2002 року — ПТУ № 2 (слюсар з ремонту автомобілів), працював слюсарем, пройшов строкову службу в лавах ЗСУ протягом 2002—2004 років. Випускник 2010 року Кіровоградського медичного коледжу ім. Мухіна. До служби в складі ЗС України проживав у Кіровограді та працював на станції швидкої медичної допомоги — Центр екстреної медичної допомоги та медицини катастроф.
Мобілізований 3 квітня 2014 року, фельдшер госпітального відділення медичної роти 93-ї бригади. 19 серпня 10 медбратів 93-ї роти вирушили під Іловайськ.
Загинув внаслідок обстрілу українських військ поблизу Іловайська під час виходу з оточення на дорозі біля села Новокатеринівка. Степан Усс та Федір Романов при черговому вибуху стрільня не побігли до укриття, а в напрямі пораненого 18-літнього вояка. Біля них вибухнув снаряд. Степана сильно пошматувало, Федір постраждав менше, тому до останнього тягнув на собі побратима. Коли їх оточили росіяни, Федір підірвав гранату.
2 вересня 2014 року тіло Федора разом із тілами 87 інших загиблих в Іловайському котлі привезено до запорізького моргу. Упізнаний бойовими товаришами та родичами.
Похований в Кропивницькому 15 вересня 2014 року, Ровенське кладовище, Алея слави.
Без Федора лишилась дружина Наталія.

## Нагороди та вшанування
За особисту мужність і героїзм, виявлені у захисті державного суверенітету та територіальної цілісності України, вірність військовій присязі під час російсько-української війни, відзначений — нагороджений
- 15 травня 2015 року — орденом «За мужність» III ступеня (посмертно)[1]
- відзнакою виконавчого комітету Кіровоградської міської ради «За заслуги» II ступеня (посмертно)
- в кропивницькій ЗОШ № 24 відкрито меморіальну дошку честі Федора Романова
- Його портрет розміщений на меморіалі «Стіна пам'яті полеглих за Україну» у Києві: секція 3, ряд 8, місце 33
- Вшановується 29 серпня на щоденному ранковому церемоніалі вшанування українських захисників, які загинули цього дня у різні роки внаслідок російської збройної агресії[2]
- Іловайський Хрест (посмертно)
- в місті Кропивницький на його честь пойменовано вулицю